# Прууна
Пру́уна (эст. Pruuna), до 1920-х годов — Ве́друка (эст. Vedruka, нем. Wedruka) — деревня в волости Тапа уезда Ляэне-Вирумаа, Эстония. Ранее входила в состав волости Лехтсе уезда Ярвамаа.

## География и описание
Расположена в 30 километрах к юго-западу от уездного центра — города Раквере, и в 5 км от волостного центра — города Тапа. Высота над уровнем моря — 96 метров.
Климат умеренный. Официальный язык — эстонский. Почтовый индекс — 73610.

## Население
По данным переписи населения 2021 года, в Прууна проживали 26 человек, все — эстонцы.
Численность населения деревни Прууна по данным переписей населения:
| Год  | 1959 | 1970  | 1979 | 1989 | 2000 | 2011 | 2021 |
| ---- | ---- | ----- | ---- | ---- | ---- | ---- | ---- |
| Чел. | 87   | ↗ 103 | ↘ 63 | ↘ 37 | ↗ 51 | ↘ 38 | ↘ 26 |

## История
Будущая деревня Прууна упоминается ещё в 1586 году под названием Веттрок (Wettrock). На военно-топографических картах Российской империи (1846–1863 годы), в состав которой входила Эстляндская губерния, деревня обозначена как Ведрука, и это название она носила до 1920-х годов.
Согласно письменным источникам, в 1478 году братья Ассер фон Тойс (Asser von Toysz) и Дидерих фон Тойс (Dyderich von Toysz) вместе со своим двоюродным братом Хансом (Hans von Toysz) продали мызу Корбенорм (нем. Corbenorm, Кырвенурме, эст. Kõrvenurme mõis) Бруну Дрольсхагену (Brun Drolshagen). Эстонское название мызы — Прууна (эст. Pruuna mõis) — возникло от личного имени нового владельца. После земельной реформы 1919 года на землях мызы Прууна возникло поселение Прууна (эст. Pruuna asundus).  
До 1977 года на расстоянии около трёх километров друг от друга существовали деревня Прууна и севернее её — поселение Прууна. В 1977 году, в период кампании по укрупнению деревень, поселение Прууна объединили с деревней Тыыракырве, а деревню Прууна — с поселением Пырики (эст. Põriki asundus). Таким образом земли бывшей мызы Тойс (нем. Tois), исторически находившиеся на территории прихода Амбла уезда Ярвамаа, в настоящее время расположены на территории деревни Тыыракырве уезда Ляэне-Вирумаа.
Число жителей поселения Пырики:
| Год  | 1959 | 1970 |
| ---- | ---- | ---- |
| Чел. | 34   | ↘ 24 |

## Комментарии
1. ↑  Эстонские топонимы, оканчивающиеся на -а, не склоняются и не имеют женского рода (исключение — Нарва)[7].